# Trycherus rex
Trycherus rex es una especie de coleóptero de la familia Endomychidae.

## Distribución geográfica
Habita en Uganda.